# Wildschutzgebiet Dong Yai
Das Wildschutzgebiet Dong Yai (Thai: เขตรักษาพันธุ์สัตว์ป่าดงใหญ่) ist ein Wildschutzgebiet in der Provinz Buriram in der Nordostregion von Thailand, dem so genannten Isan.

## Geografie
Das Wildschutzgebiet Dong Yai befindet sich in den Landkreisen Pakham und Non Din Daeng der Provinz Buriram. Das Wildschutzgebiet hat eine Fläche von 312,77 km² (31.300 Ha), das Gebiet wird von der Schnellstraße 348 in zwei Gebiete unterteilt. Das Wildschutzgebiet Dong Yai ist ein Teil des Dong Phayayen – Khao Yai Forest Complex.

## Geschichte
Dong Yai wurde 1996 vom Waldschutzgebiet zum Wildschutzgebiet erklärt. Das Wildschutzgebiet ist Eigentum des thailändischen Staates und wird von dem Department of National Parks, Wildlife and Plant Conservation (DNP) verwaltet, welches dem Ministerium für Natural Resources and Environment unterstellt ist.

## Flora und Fauna
Neben einer Reihe von tropischen Hölzern und Pflanzen bietet das Wildschutzgebiet Dong Yai ein Unterschlupf vielzähliger Tiere. So ergab eine Studie das in den Wäldern des Dong Yai 202 verschiedene Tierarten zuhause sind, darunter 12 Amphibien-Arten, 25 Reptilien-Arten, 141 Vogelarten und 24 Säugetier-Arten.